# Rhododendron 'Kermesina'
Rhododendron Kermesina er en rødviolet Japansk Azalea. Den blomster i maj på den nordlige halvkugle og kan blive 75 cm høj efter 10 år.